# پیپت خاوری
پیپت بلایث یا پیپت خاوری (نام علمی: Anthus godlewskii) نام یک گونه از سرده پیپت است.